# Parafia Matki Bożej Częstochowskiej w Śleszowicach
Parafia pod wezwaniem Matki Bożej Częstochowskiej w Śleszowicach – parafia rzymskokatolicka w Śleszowicach należąca do dekanatu Wadowice-Południe archidiecezji Krakowskiej. Erygowana w 1999. Mieści się pod numerem 214. 
W poł. XV w. wieś należała do parafii w Wadowicach, później do parafii w Mucharzu. W 1981 w Śleszowicach rozpoczęto budowę kościoła, który konsekrowano w 1996 tworząc niezależną od Mucharza parafię.